# L'Auberge rouge (film, 1912)
Pour les articles homonymes, voir L'Auberge rouge.
Pour plus de détails, voir Fiche technique et Distribution.
L'Auberge rouge est un film muet français réalisé par Camille de Morlhon, sorti en 1912.
Il s'agit d'une adaptation de la nouvelle L'Auberge rouge d'Honoré de Balzac, parue en 1831 dans la Revue de Paris, reprise la même année en volume chez Gosselin dans les Nouveaux contes philosophiques, puis incluse dans les Études philosophiques de La Comédie humaine.

## Synopsis
Dans une auberge, des voyageurs se font mystérieusement assassiner la nuit.

## Fiche technique
- Réalisation : Camille de Morlhon
- Scénario : Camille de Morlhon d'après la nouvelle éponyme d'Honoré de Balzac
- Photographie :
- Montage :
- Société de production : Le Film d'art
- Société de distribution : Pathé Frères
- Pays d'origine :  France
- Langue : film muet avec les intertitres en français
- Métrage :
- Format : Noir et blanc — 35 mm — 1,33:1 — Muet
- Genre :
- Durée :
- Dates de sortie : 
  -  France : 23 février 1912

## Distribution
- Jean Worms : Frédéric Taillefer
- Georges Saillard : Prosper Magnan
- Jeanne Cheirel : la servante
- Julien Clément